# Fred Grim
Johann Georg Friedrich „Fred“ Grim (* 17. August 1965 in Amsterdam, Niederlande) ist ein niederländischer Fußballtrainer und ehemaliger Torhüter.

## Karriere

### Spieler bei Cambuur und Ajax
Seine Karriere begann Grim in der Jugend von J.O.S. aus dem Amsterdamer Stadtteil Watergraafsmeer. 1984 kam er von dort zum AFC Ajax und stand auch im Kader der ersten Mannschaft, kam jedoch in keinem Spiel der Eredivisie zum Einsatz. Während der laufenden Saison 1986/87 holte ihn Cambuur-Trainer Fritz Korbach nach Leeuwarden in die Eerste Divisie. Unter dem deutschen Übungsleiter gab er im Dezember 1986 sein Debüt im Tor des Zweitligisten, da Oscar Zijlstra sich eine Rückenverletzung zugezogen hatte. Grim wurde gleich Stammkeeper und blieb es fast sieben Jahre lang. Am Ende seiner ersten Saison stand ein guter dritter Platz für den Vorjahres-Neunzehnten, doch der Höhepunkt war für Grim sein erster Titel: nach vier Spielzeiten im Mittelmaß wurde das Team unter Trainer Rob Baan in der Saison 1991/92 Meister und stieg in die Eredivisie auf. Mit dem Abstieg 1994 beendete Grim nach 272 Ligaspielen seine Zeit beim SC Cambuur und ging zurück zum AFC Ajax.
An alter Wirkungsstätte schien ihm dasselbe Schicksal beschieden wie zuvor, die Ersatzbank. Vom Zeitpunkt seines Wechsels bis Ende der Saison 1998/99 kam er in fünf Jahren nur viermal zu einem Einsatz in der Eredivisie. Erst als die Nummer eins Edwin van der Sar zu Juventus Turin wechselte, wurde Grim mit mittlerweile 34 Jahren Stammtorhüter bei Ajax. Drei Jahre lang besetzte er diese Position, bis er am Saisonende 2001/02 mit dem Gewinn des Doubles aus Meisterschaft und KNVB-Pokal seine aktive Laufbahn beendete. 128 Spiele für die Amsterdamer, darunter 101 in der Liga, standen zu diesem Zeitpunkt für ihn zu Buche. „Es war schon schwer, nach so einem Höhepunkt aufzuhören,“ sagte er später, „aber so konnte ich meine Ambitionen, Trainer zu werden, weiter verfolgen.“

### Trainer
Fred Grims Trainerkarriere begann nahtlos nach seiner aktiven Zeit ebenfalls beim AFC Ajax, zunächst als Torwarttrainer im Jugendbereich. 2003 machte er sein Trainerdiplom. Ab Juli 2004 war er gemeinsam mit John van den Brom für die zweite Mannschaft der Amsterdamer Jong Ajax verantwortlich.
Von 2007 bis 2009 arbeitete Grim als Assistent zunächst von Gert Aandewiel, dann von Foeke Booy bei Sparta Rotterdam. 2009 kehrte er zum AFC Ajax zurück; mittlerweile hatte er seine Profitrainerlizenz erworben. Ab 2010 war er Trainer der A-Jugend von Ajax, sein Vertrag lief bis 2014. In der Saison 2010/11 war er in Personalunion auch Trainerassistent der niederländischen U-19-Nationalmannschaft. Im Oktober 2012 wechselte er als Trainer zum Zweitligisten Almere City FC.
Im Jahr 2015 wurde er als Trainer der niederländischen U-21 berufen, bevor er im Folgejahr die Arbeit als Assistenz-Bondscoach der niederländischen Nationalelf aufnahm. Nach der Entlassung des Bondscoaches Danny Blind am 26. März 2017 übernahm Grim übergangsweise für zwei Spiele die A-Nationalmannschaft.

## Erfolge und Auszeichnungen
mit SC Cambuur
- Meister der Eerste Divisie: 1992
- Wahl zum besten Torhüter der Geschichte des SC Cambuur: 2007

mit dem AFC Ajax
- Niederländischer Meister: 1995, 1996, 1998, 2002
- Sieger des KNVB-Pokals: 1998, 1999, 2005
- Sieger der Johan Cruijff Schaal: 1994, 1995, 2002
- Sieger der Champions League: 1995
- Sieger des europäischen Supercups: 1995
- Sieger des Weltpokals: 1995